# Gottlieb Heymüller
Johann Mathias Gottlieb Heymüller (* am 20. Februar 1718 im Stift Gleink bei Steyr, Oberösterreich; im Taufbuch als Matthias Theophilus Haimbmillner; † 17. Dezember 1763 in Potsdam) war ein deutscher Bildhauer in Bamberg und Hofbildhauer in Potsdam. Er gehört zu den bedeutenden Künstlern des Friderizianischen Rokoko.

## Leben
Johann Gottlieb Heymüller war der Sohn des Hofschreinermeisters Johann Florian Heymüller († 28. Juli 1754). Am 22. Februar 1740 heiratete er in Bamberg die Tochter des Hofstuckateurmeisters Johann Jakob Vogel, Maria Elisabeth. Damit wurde er der Schwager von Johann Peter Benkert. Mit diesem arbeitete er in einer Werkstattgemeinschaft zusammen; so dass Heymüllers eigenständige Werke schwierig festzustellen sind. 1746 ging Heymüller, wohl dem Ruf seines Schwagers Peter Benkert folgend, nach Potsdam.
Unter anderem schuf er zusammen mit Benkert die um das Chinesische Haus (erbaut 1755–1764) im Park von Sanssouci angeordneten lebensgroß gestalteten Figuren von teetrinkenden und musizierenden Chinesen.
Weitere Orte seines Wirkens waren Kersbach und Memmelsdorf.

## Werke in Potsdam
- Giebelrelief am Stadtschloss (bei Abtragung der Ruine deponiert), 1751
- Attika-Figuren des Stadtschlosses (teilweise erhalten), 1750er Jahre
- Attika-Figuren des Rathauses (durch Kopien von Horst Misch ersetzt), 1753
- Schmuckvasen in Rokokoformen, auf der Attika der einheitlich gestalteten Bürgerhäuser Schlossstraße 9a–11 und Am Neuen Markt 10/11, 1752
- Attikavasen des von Knobelsdorff entworfenen Hauses Henning-von-Tresckow-Straße 13, 1752
- Skulpturen am Obelisken auf dem Alten Markt: Reliefs der Hohenzollernherrscher von Kurfürst Friedrich Wilhelm bis König Friedrich II. (beim Wiederaufbau 1979 durch Bildnisse Potsdamer Baumeister ersetzt), Rednerfiguren, Sphingen, mit Benjamin Giese und Johann Peter Benkert, 1753–1755
- Legionärsfigur und Reliefs für den Plögerschen Gasthof, 1754
- Marmorskulpturen vor der Bildergalerie in Sanssouci, mit Johann Peter Benkert, Felice Cocci und Giuseppe Girola, 1755–1763
- Chinesenskulpturen am Chinesischen Teehaus in Sanssouci, 1755–1756
- Statuenschmuck des Neuen Palais’ (Werkstatterzeugnisse), ab 1763

## Sonstiges
Die Pfarrei Peter und Paul in Potsdam verweist darauf, dass Gottlieb Heymüller und Johann Peter Benkert Gemeindemitglieder waren.